# Vladan Milosavljev
Vladan Milosavljev (in serbo Владан Милосављев?; Belgrado, 1º febbraio 1987) è un calciatore serbo, attaccante dell'Ušće Novi Beograd.

## Carriera

### Club
Il 1º gennaio 2018 viene acquistato a titolo definitivo dalla squadra greca del Trikala.